# Cnemaspis scalpensis
Cnemaspis scalpensis este o specie de șopârle din genul Cnemaspis, familia Gekkonidae, descrisă de Ferguson 1877. Conform Catalogue of Life specia Cnemaspis scalpensis nu are subspecii cunoscute.